# La Reine de l'été
La Reine de l'été (titre original : The Summer Queen) est un roman de science-fiction de Joan D. Vinge publié en 1991.

## Résumé
Devenue Reine d'Été, Moon Marchalaube doit maintenant remplir les tâches qu'elle s'est fixées : mener son peuple vers l'indépendance et le progrès technologique, lui faire admettre l'importance du réseau divinatoire, et sauver son mariage avec Sparks des fantômes du passé.
D'autres personnages en extramonde ont aussi leur avenir à construire ou reconstruire: BZ Gundhalinu doit retrouver son honneur perdu et ses frères égarés au Bout du Monde, et le mystérieux Reede Kulleva Kullervo essaie désespérément de retrouver des souvenirs de son passé.
Tous ignorent que le destin les réunira à Tiamat, pour sauver d'urgence ce qui doit l'être.

## Nouveaux personnages
Cette section ne liste que les personnages non présents dans La Reine des neiges.
- Reede Kulleva Kullervo : scientifique de génie, capable de résoudre n'importe quel problème logique en dépit de sa grande jeunesse, il a perdu presque tous les souvenirs de son passé. En fait, il ignore (mais se doute parfois) que son corps héberge deux esprits, le sien et celui du créateur du réseau des sibylles et devins. Cela l'angoisse profondément et le rend sujet aux sautes d'humeur et à de brusques accès de violence. Il aide BZ Gundhalinu à découvrir le moyen de voyager en hyper-espace, puis Moon à réparer l'ordinateur central du réseau divinatoire.
- Kedalion : nain pilote de Reede, il joue souvent le rôle du conseiller plein de bon sens auprès de son instable patron.
- Anankê : copilote de Kedalion, très dévoué à Reede, il s'agit en fait d'une femme qui se dissimule pour fuir son monde natal, Ondinée, où les femmes n'ont aucune liberté.
- Ariele Marchalaube Etésienne : fille de Moon Marchalaube à qui elle ressemble beaucoup, elle se comporte longtemps comme une enfant gâtée et capricieuse. Sa relation avec Reede va la faire mûrir.
- Tammis Marchalaube Etésien : fils de Moon Marchalaube et jumeau d'Ariele, il est timide et réservé. Sa couleur de peau sombre fait douter que Sparks soit réellement son père. Il devient devin.
- Merovy Pierrebleue Etésienne : fille de Clavally et de Danaquil Lu Wayaways (à Tiamat, monde matriarcal, les enfants portent le nom de famille de la mère). Elle est amoureuse de Tammis Marchalaube, mais leur mariage ne sera pas très heureux...
- Silky : ondine orpheline recueillie par Jerusha et Miroe, sa présence va rapprocher ses parents adoptifs et permettre aux Tiamatains de mieux comprendre les ondins.
- NR Vhanu : kharemoughi technicien, arrogant, orgueilleux, chef de la police tiamataine lors du retour de l'Hégémonie sur Tiamat, il s'oppose très rapidement à Moon pour satisfaire ses ambitions politiques.
- Capella Bonaventure Etésienne : descendante de la précédente Reine d'Été, elle déteste Moon, qu'elle considère comme une usurpatrice et une hérétique à cause de son obstination à faire accepter aux Etésiens sa politique de progrès technologiques. Certains la soupçonnent d'être à l'origine d'attentats contre Moon. Le retour des Extramondiens et leur reprise de la chasse aux ondins rapprochent temporairement la Reine et Capella, avant que celui-ci ne découvre la liaison entre Moon et Gundhalinu. Elle finit par se suicider après avoir échoué dans sa tentative d'assassinat de la Reine.

## Éléments-clés nouveaux de l'histoire
- La géniomatière  : il s'agit d'un ensemble de composés biologiques, de type virus, créés par les hommes à l'époque lointaine du Vieil Empire. À l'époque du roman, il n'existe plus personne capable de comprendre ni de manipuler la géniomatière, sauf Reede Kullervo, et BZ Gundhalinu aidé du réseau divinatoire. Les usages de la géniomatière ont été multiples dans le passé, mais à l'époque du roman, seules trois formes de géniomatière sont connues : le virus divinatoire, le plasma astropropulseur et l'eau de vie. Quand la géniomatière se dégrade, les conséquences sont terribles : sur la planète Numéro Quatre, la région dite "le Lac de Feu" est composée entièrement de plasma astropropulseur dégradé. Le résultat est que l'espace-temps est entièrement déformé, les choses et les gens peuvent disparaître ou réapparaître sans raison, des visions peuvent se produire et beaucoup de personnes deviennent folles. Au temps du Vieil Empire, le scientifique et humaniste Vanamoïnen était le meilleur expert dans le domaine de la géniomatière. Avec l'aide de son amant Ilmarinen, ils ont créé le réseau divinatoire. L'esprit de Vanamoïnen a été conservé, puis réincarné dans le corps de Reede Kullervo.

- Le plasma astropropulseur : un des usages de la géniomatière, servant de carburant à des vaisseaux spatiaux capables de voyager en hyperlumière. Il faisait partie des technologies perdues entre l'époque du Vieil Empire et l'époque du roman. La planète Kharemough a envoyé un vaisseau à la recherche d'une planète où cette technologie aurait été conservée; mais l'un de ses ressortissants, BZ Gundhalinu, découvre grâce à ses compétences de devin que le Lac de Feu, sur Numéro Quatre, est fait de plasma astropropulseur dégradé. Aidé par Reede Kullervo, il réussit à stabiliser le plasma astropropulseur et à inverser sa dégradation. Comme le plasma astropropulseur se reproduit tout seul, le Lac de Feu devient une source d'énergie permanente si on la gère avec sagesse. Kharemough ayant acquis ainsi la technologie de l'hyperlumière, peut rétablir des contacts permanents avec Tiamat sans passer par les trous noirs habituels.

- L'eau de mort : en essayant de recréer l'eau de vie, Reede Kullervo échoue dans son expérience. Il a baptisé le produit défectueux "eau de mort". C'est une forme instable de géniomatière : celui qui en consomme, comme Reede, voit son corps immunisé contre les maladies, les drogues, l'alcool; mais il doit en consommer quotidiennement, sous peine de voir ses cellules se dérégler rapidement et son corps tomber en morceaux (au sens propre).

- Le Survey : en apparence, c'est un club social anodin, où se réunissent plusieurs personnes pour discuter de choses et d'autres. En réalité, il s'agit d'un ordre secret, ayant ses rites, ses codes (un membre du Survey salue de façon particulière pour se faire reconnaître; certaines phrases permettent d'identifier un membre : "Êtes-vous un étranger loin du pays?" "L'univers est notre pays à tous"). Il existe plusieurs branches dans le Survey et plusieurs rangs. Le Juste Milieu défend avant tout les intérêts de Kharemough pour que cette planète reste la plus influente. La Confrérie se charge de défendre les intérêts particuliers de ceux qui en font partie et exploite toutes les occasions de déstabiliser les pouvoirs en place.

## Le cadre du roman
- Tiamat : voir La Reine des neiges. La planète se modernise.
- Kharemough : le monde de Kharemough est un peu plus développé que dans La Reine des neiges. C'est une société assez paritaire pour ce qui est des relations hommes-femmes : ce qui compte avant tout, c'est l'intelligence, bien qu'on trouve des personnes un peu plus rétrogrades, en particulier dans l'armée et aux Affaires Étrangères. En revanche, le système de caste est très sévère et très étanche. Techniciens, Non-Techniciens et Inclassés vivent chacun dans leur monde et les deux dernières castes ont peu de chance de voir leur sort amélioré ou de devenir Techniciens. Un Non-Technicien peut entrer dans la caste supérieure si son intelligence est jugée supérieure, ou en ayant suffisamment fait fortune pour acheter un domaine et "adopter" les ancêtres Techniciens qui y vivent (mais dans ce dernier cas, on les considère comme des parvenus). Les Techniciens ont un code très précis de ce qu'il faut faire et ne pas faire : pas de travaux manuels, pas d'attitude considérée comme humiliante, ne pas parler directement à un Inclassé, avoir un comportement digne de son rang, respecter ses ancêtres, rendre honneur à sa famille par des professions respectables, porter des vêtements couvrants. Tout l'héritage d'une famille revient au fils aîné, et les cadets doivent réaliser leur carrière et leur fortune éventuelle seuls, par exemple dans l'armée, la police ou la recherche.
- Ondinée : cette planète est une dictature théocratique. Le clergé semble détenir le pouvoir suprême tout en étant gangrené par la corruption. Dans ce monde, les femmes n'ont aucun droit et sont considérées presque comme des animaux. Elles sont obligées de se voiler entièrement et doivent une absolue obéissance aux hommes. Les hommes ont tendance très facilement à se battre en duel, au couteau. Les plus riches sont polygames.
- Numéro Quatre : c'est une planète assez peu peuplée. Le climat est plutôt tropical, à moins que cette chaleur ne soit une des conséquences de l'existence du Lac de Feu. Beaucoup d'aventuriers se rendent sur cette planète dans l'espoir de faire fortune, bien peu y réussissent.